# Concert per a piano en fa
El Concert en fa per a piano i orquestra (1925) és una composició de George Gershwin (1898-1937), la qual té una forma musical més propera a la d'un concert tradicional que l'anterior obra Rhapsody in Blue influenciada pel jazz.

## Antecedents
Fill d'una família d'immigrants russos d'origen jueu, el seu talent per a la música es va manifestar a primerenca edat, quan, mitjançant un voluntariós aprenentatge autodidacta, va aprendre a tocar el piano. Davant el seu entusiasme, el seu pare va decidir fer-li estudiar amb un professor, Charles Hambitzer, qui li va descobrir el món sonor de compositors com Franz Liszt, Frédéric Chopin o Claude Debussy. Els referents de Gershwin en aquells primers anys van ser Irving Berlin i Jerome Kern, compositors de Broadway de l'època. El seu gran somni era el de triomfar com a compositor a les sales de concert, encara que latent llavors, no prendria forma fins anys més tard.
Així, va abandonar en 1914 els seus estudis per treballar en una editorial de música en els que, assegut al piano, presentava al públic les melodies de moda. Aviat es va animar ell mateix a compondre les seves primeres cançons, algunes de les quals van aconseguir certa popularitat i, sobretot, li van valer l'oportunitat d'escriure el seu primer musical per Broadway, "La, la, Lucille". El seu immediat èxit va significar el veritable començament de la seva carrera com a compositor. A aquest van seguir altres títols com "Lady Be Good, Oh Kay!", "Funny Face, Girl Crazy" i "Of Thee I Sing", que van contribuir a cimentar la seva fama i a convertir-lo en un personatge encara més popular que els seus admirats Kern i Berlín. A partir de la dècada de 1920, va iniciar també la composició d'altres treballs destinats a les sales de concert. Data assenyalada en aquest sentit va ser la del 12 de febrer de 1924, quan va estrenar al Aeolian Hall de Nova York la seva cèlebre "Rhapsody in Blue". L'obra, va despertar certa polèmica, cosa bastant comú en les estrenes de les obres de molts compositors del segle xx, però en poc temps va aconseguir un lloc en el repertori dels millors solistes i les més destacades orquestres. L'èxit no va fer oblidar a Gershwin les seves nombroses llacunes tècniques, de manera que va prosseguir els seus estudis musicals amb la intenció d'enriquir el seu estil i abordar metes més ambicioses. El 1925 compon el seu Concert per a piano en fa.

## Història
L'oportunitat de fer aquest Concert per a piano va ser possible gràcies a un dels més famosos directors americans de l'època, Walter Damrosch nascut a Alemanya (1862-1950). Damrosch, seguint els passos del seu pare Leopold (1832-1885), havia fet un gran servei a la vida musical de Nova York, promocionant la música Europea (incloent-hi obres recents) i creant-se una popularitat especialment brillant amb les seves representacions wagnerianes al Metropolitan Opera. La impressió que havia donat Rhapsody in Blue a Damrosch va ser tan significativa que va prevaler sobre la Societat de l'Orquestra Simfònica de Nova York, que havia estat director artístic des de 1903, per oferir-li a Gershwin un encàrrec oficial. El contracte que es va signar entre el compositor i la societat de concerts es va centrar principalment en el treball compositiu del concert per a piano, però també va establir arranjaments per a les primeres interpretacions. Es va acordar que, a més de l'estrena a Nova York, hi hauria tres actuacions més a Washington, Filadèlfia i Baltimore; i Gershwin es va comprometre a fer la part solista en els quatre concerts.
Gershwin hauria de rebre formació avançada de composició, harmonia i orquestració de personatges tan influents com Henry Cowell, Wallingford Riegger i Arnold Schönberg, no obstant això, en 1924 no havia tingut aquesta formació. Sota la pressió del termini per completar l'obra el 1925, Gershwin va
comprar llibres sobre teoria, forma de concert i orquestració i ell mateix va aprendre les habilitats que necessitava. A causa de les obligacions contractuals
per tres diferents espectacles musicals de Broadway, no va poder començar a
dibuixar les idees fins al maig de 1925.  Al tornar d'un viatge a Londres, va començar a treballar en el concert per a piano el 22 juliol de 1925. El primer moviment va ser escrit al juliol, el segon moviment a l'agost i el tercer al setembre. Gershwin va visitar la institució Chautauqua com a refugi d'estiu per compondre parts del seu Concert en fa en un petit estudi de piano de fusta. Gràcies a això, Gershwin va ser capaç de completar l'orquestració el 10 de novembre de 1925. El fet que Gershwin compongués una obra per a una societat de
concerts orquestrals es pot mesurar des d'un fet més sobre la gènesi de la composició. Per tal que el treball hauria de ser vist com una peça de música absoluta i per aclarir al principi qualsevol nocions que va ser escrita segons un programa, va descartar el títol que havia estat previst inicialment, "Concert de Nova York" i el va reemplaçar amb el títol tradicional, purament factual, Concert en fa per a piano i orquestra.
Gershwin va ser prou autocrític per reconèixer la seva manca de familiaritat amb la importància dels sons d'una gran orquestra i va desconfiar de les seves pròpies capacitats d'imaginació sobre la matèria. Per tant, va llogar el Globe Theatre, va contractar una orquestra i li va preguntar al seu amic director d'orquestra Bill Daly si podia realitzar la part orquestral del concert per a ell. Va ser només després
d'experimentar aquesta pràctica quan es van prendre les decisions finals. L'obra implica grans forces: Triple vent (a part de dos fagots),
quatre trompes, 3 trompetes i trombons, tuba baix, un conjunt de percussió
(timbals, bombo, tambor, caixa, triangle, gong, xilòfon,
campanes) i cordes en cinc parts.

## Estrena de l'obra
La primera
interpretació de l'obra va tenir lloc el 3 de desembre de 1925, com a part d'un
concert de l'Orquestra Simfònica Nova York, amb Walter Damrosch dirigint. Va
ser la primera aparició de Gershwin com a pianista i compositor en el Carnegie Hall, Auditori de concerts de lideratge de
Nova York. A més de l'obra nova, el programa va consistir en la Cinquena simfonia Op. 55 d'Alexander Glazunov (1865-1936) i la Suite anglesa de Henri Rabaud (1873-1949). Les entrades per al concert s'havien esgotat i va ser molt ben rebut pel públic en general. D'aquestes obres, el Concert per a piano de Gershwin va ser
la que va rebre la màxima aclamació i inclús va superar l'entusiasme amb el que
s'havia rebut l'estrena de Rhapsody in Blue. No obstant això, les crítiques van ser mixtes, amb molts crítics que no podien classificar-ho com jazz o clàssica. De fet, hi havia una gran varietat d'opinions entre els contemporanis de Gershwin (Igor Stravinsky pensava que el treball era d'un geni, mentre que a Sergei Prokofiev no li va agradar gens). Va ser tant gran la importància d'aquest
fet, que després de desembre de 1925 Gershwin es va unir a la llista dels més
grans compositors nord-americans.
 Gershwin havia aconseguit aquest èxit amb una
obra en un gènere que tant havia arribat d'esperar: el concert per a piano es
va interpretar en segon lloc, ja que primer es va tocar la Simfonia, seguint
l'ordre de prioritat que havia evolucionat dins de la tradició orquestral clàssica-romàntica.
Però malgrat la indubtable tradició d'expectació, seria un error deduir que els
compositors del segle XX es veien obligats pels principis formals clàssics. De
fet, la història del gènere repetidament mostra altres solucions diferents als
clàssics, especialment pel que fa a la forma. Gershwin, sens dubte, es va
adherir al clàssic de tres moviments: moviment de sonata, forma cançó i rondó.

## Anàlisi
El Concert consta de tres moviments:
1. Allegro
2. Adagio- Andante con moto
3. Allegro agitato

Hi ha importants vincles temàtics entre els tres moviments, els quals estan fortament influenciats pel jazz. Existeix en cada moviment una integritat estructural molt subtil que, encara que potser no és immediatament evident per a l'oient, té les seves arrels en la tradició clàssica.
El primer moviment comença amb explosions de
les timbales, introduint elements del material temàtic principal. Després d'una
introducció orquestral estesa, el piano entra amb una secció en solitari,
introduint una altra melodia en tot el moviment. Des d'aquí la música alterna amb seccions
contrastants de grandiositat i delicadesa. El clímax s'aconsegueix en el Grandioso, en el qual l'orquestra
recorda la melodia original del piano, acompanyat d'una figura de tresets pel
solista. Hi ha una cadència d' ostinatos 
de ràpids tresets en ostinato que condueix a la secció final: excés de
velocitat d'octaves i acords, culminant en una gran carrera de tresets cap
amunt del teclat al llarg d'un acord de Fa, concloent així el primer moviment. 
El segon moviment és
una reminiscència del blues - començant amb una melodia elegant en una trompeta
solista acompanyat per un trio de clarinets. Comença el piano una secció més
ràpid que anirà construint a poc a poc, la peça enganyosament s'allunya fins
que torna a la melodia original i ara la interpreta la flauta. El moviment
acaba amb una cadència introspectiva i pacífica.
L'últim moviment és
palpitant i ple d'energia amb diverses referències de ragtime, que ofereixen
tant els nous materials com les melodies dels moviments anteriors. Un fals
clímax es troba en la secció Grandioso que és idèntica a la del primer moviment, que a la vegada es converteix en una
altra construcció per arribar al veritable punt àlgid del concert, una vegada
més dominat per l'acord F Major 6, amb el que acaba la peça.

## Interpretació en la pel·lícula
El tercer moviment del concert apareix en una humorística seqüència de fantasia a la pel·lícula Un americà a París (1951). En un dels molts números musicals de la pel·lícula, el personatge d'Oscar Levant: Adam Cook, un pianista que lluita, somia despert que està interpretant el concert per a una audiència de gala en una sala de concerts. Segons avança l'escena, Adam fantasieja que és també tots els altres membres de l'orquestra, així com el director d'orquestra i fins i tot imagina que ell mateix s'aplaudeix des del públic a l'acabar el concert. L'actuació del concert de Levant en Un americà a París és notable perquè Levant va ser un pianista i compositor acomplexat que es va fer amic de Gershwin el 1928.

## Enregistraments destacats
La primera gravació va ser el 1928 per Paul Whiteman i la
seva Orquestra Concert, amb Roy Bargy al piano, en un arranjament de Ferde
Grofé, per Columbia Records. Altres inclouen:
- Leonard Pennario i William Steinberg amb la Pittsburg Symphony des de 1953 a Capitol (Washington). Durant la seva vida Pennario va enregistrar tot el que Gershwin va escriure per a piano.
- Oscar Levant i Arturo Toscanini amb la NBC Symphony Orchestra (des de l'emissió de ràdio de 1944).
- Oscar Levant i Andre Kostelanetz amb la Philharmonic Symphony Orchestra de Nova York.
- Alec Templeton i Thor Johnson amb la Symphony Orchestra de Cincinnati.
- Earl Wild i Arthur Fiedler amb la Boston Pops Orchestra.
- Eugene List i Howard Hanson amb la Eastman-Rochester Orchestra.
- Làzar Bérman i Guennadi Rojdéstvenski amb la Moscow Philharmonic Orchestra.
- André Previn i Andre Kostelanetz amb la seva orchestra (Previn ha frealitzat dos enregistraments més, ambdós duent a terme des del teclat, amb London Symphony Orchestra i una altra vegada amb la Pittsburgh Symphony).
- Garrick Ohlsson i Michael Tilson Thomas amb la San Francisco Symphony.
- Philippe Entremont i Eugene Ormandy amb la Philadelphia Orchestra.
- Hélène Grimaud i David Zinman amb la Baltimore Symphony.
- Werner Haas i Edo de Waart amb la Orchestre National de l'Òpera de Monte-Carlo.
- Jerome Lowenthal i Maurice Abravanel amb la Utah Symphony.
- Bonnie Gritton i Susan Duehlmeire (versió a dos pianos).
- Jon Nakamatsu i Jeff Tyzik amb la Rochester Philharmonic Orchestra
- Katia i Marielle Labèque (versió a dos pianos).
- Cristina Ortiz i André Previn amb la London Symphony Orchestra.
- Jean-Yves Thibaudet i Marin Alsop amb la Baltimore Symphony (versió de banda de jazz orquestrat pel Ferde Grofé).

- Stefano Bollani i Riccardo Chailly amb la Leipzig Gewandhaus Orchestra (en viu des de Gewandhaus, Leipzig, 2010).

### Partitura
- Gershwin, George. Concerto in F for Piano and Orchestra.  Londres: Eulenburg, 1987. ISBN 3-7957-6222-7.